# Драгон, Николя
Николя Драгон (фр. Nicolas Dragon) — французский политик, депутат Национального собрания Франции, член Национального объединения. 

## Биография
Родился 19 апреля 1977 года в Лане, департамент Эна. В 17 лет он решил вступить в партию «Объединение в поддержку Республики» из-за своей приверженности «социальному голлизму». В 1995 году баллотировался на муниципальных выборах в Лане по списку ОПР действующего мэра Жан-Клода Ламана и был избран в городской совет Лана. Затем он стал делегатом по делам молодежи ОПР в департаменте Эна и занимал этот пост до 2000 года.
В 2001 году Николя Драгон баллотировался на кантональных выборах 2001 года в кантоне Лаон-Юг в статусе самовыдвиженца против действующего советника Рене Дозьера и кандидата его партии, мэра Лана Жан-Клода Ламана. Он набрал в первом туре 4,0 % голосов, после чего причислил себя к числу разочаровавшихся в Николя Саркози и решил уйти из политики.
В 2016 году администрация агломерации Лан прекращает эксплуатацию «Poma 2000» – канатного трамвая, курсировавшего в Лане от железнодорожного вокзала до мэрии – из-за высоких затрат на его реконструкцию. Активный противник этого решения, Николя Драгон становится секретарем Ассоциации «Действуй за Poma». В 2017 году получившей широкую поддержку населения Ассоциации удалось добиться присвоения Poma статуса исторического памятника, но не возобновить его работу.
Вдохновленный «концепцией ни правых, ни левых», которую выдвинул Эмманюэль Макрон, Николя Драгон стал добиваться выдвижения от президентского большинства на выборах в Национальное собрание в 2017 году в 1-м округе департамента Эна, но в конечном итоге ему предпочли Од Боно. После этого он отошел от участия в деятельности партии «Вперёд, Республика!».
Перед муниципальными выборами в Лане 2020 года Николя Драгон решает выставить свой список. В феврале 2020 года он заручается поддержкой партии Национальное объединение и присоединяется к ней. В первом и единственном туре голосования его список получил 9,76 % голосов и одно место в городском совете, которое он занял. В следующем году он неудачно баллотируется в Совет департамента Эна от кантона Лан-1.
В сентябре 2021 года Николя Драгон был избран руководителем отделения Национального объединения в департаменте Эна.  На выборах в Национальное собрание 2022 года он был выдвинут кандидатом от НО по 1-му избирательному округу департамента Эна. 30 мая он принимает в Лане Марин Ле Пен, которая приехала поддержать кандидатов от НО в департаменте. Во втором туре голосования он побеждает Од Боно, получив 54,5 % голосов. В Национальном собрании становится членом Комиссии по устойчивому развитию и территориальному планированию.

## Занимаемые выборные должности
18.06.1995 — 18.01.2001 — член совета города Лан 

с 18.05.2020 — член совета города Лан 

с 21.06.2022 — депутат Национального собрания Франции от 1-го избирательного округа департамента Эна 